# Svetovno prvenstvo v hokeju na ledu 2008
Svetovno prvenstvo v hokeju na ledu 2008 je bilo 72. po vrsti. Vodila ga je Mednarodna hokejska zveza (IIHF). 48 držav je igralo v 4 različnih divizijah. Tekmovanje je tudi služilo kot kvalifikacije za Svetovno prvenstvo v hokeju na ledu 2009. Prvak elitne divizije je postala Rusija.
V Diviziji I sta si aprila napredovanje v elitno divizijo priborili Avstrija in Madžarska, medtem ko sta v nižji rang tekmovanja padli Južna Koreja in Estonija. V Diviziji II sta si napredovanje v Divizijo I priigrali Romunija in Avstralija, medtem ko sta v nižji rang tekmovanja padli Irska in Nova Zelandija. Grčija je osvojila kvalifikacije za vstop v Divizijo III in tudi igrala v Diviziji III. V njej sta si napredovanje v Divizijo II priborili Severna Koreja in Južna Afrika. 

## Elitna divizija
| Sodelujoče države Halifax, Nova Škotska in Québec City, Québec, Kanada - 2. do 18. maj 2008 | Sodelujoče države Halifax, Nova Škotska in Québec City, Québec, Kanada - 2. do 18. maj 2008 | Sodelujoče države Halifax, Nova Škotska in Québec City, Québec, Kanada - 2. do 18. maj 2008 | Sodelujoče države Halifax, Nova Škotska in Québec City, Québec, Kanada - 2. do 18. maj 2008 |
| Skupina A                                                                                   | Skupina A                                                                                   | Skupina A                                                                                   | Skupina A                                                                                   |
| Švedska                                                                                     | Švica                                                                                       | Belorusija                                                                                  | Francija                                                                                    |
| Skupina B                                                                                   | Skupina B                                                                                   | Skupina B                                                                                   | Skupina B                                                                                   |
| Kanada                                                                                      | ZDA                                                                                         | Latvija                                                                                     | Slovenija                                                                                   |
| Skupina C                                                                                   | Skupina C                                                                                   | Skupina C                                                                                   | Skupina C                                                                                   |
| Finska                                                                                      | Slovaška                                                                                    | Nemčija                                                                                     | Norveška                                                                                    |
| Skupina D                                                                                   | Skupina D                                                                                   | Skupina D                                                                                   | Skupina D                                                                                   |
| Češka                                                                                       | Rusija                                                                                      | Danska                                                                                      | Italija                                                                                     |
| ------------------------------------------------------------------------------------------- | ------------------------------------------------------------------------------------------- | ------------------------------------------------------------------------------------------- | ------------------------------------------------------------------------------------------- |

Italija in Slovenija sta izpadli v Divizijo I za Svetovno prvenstvo v hokeju na ledu 2009.

## Divizija I
| Sodelujoče države                                           | Sodelujoče države                                           | Sodelujoče države                                           | Sodelujoče države                                           |
| Skupina A Innsbruck, Avstrija - 13. april do 19. april 2008 | Skupina A Innsbruck, Avstrija - 13. april do 19. april 2008 | Skupina A Innsbruck, Avstrija - 13. april do 19. april 2008 | Skupina A Innsbruck, Avstrija - 13. april do 19. april 2008 |
| Avstrija                                                    | Združeno kraljestvo                                         | Kazahstan                                                   |                                                             |
| Južna Koreja                                                | Nizozemska                                                  | Poljska                                                     |                                                             |
| Skupina B Saporo, Japonska - 13. april do 19. april 2008    | Skupina B Saporo, Japonska - 13. april do 19. april 2008    | Skupina B Saporo, Japonska - 13. april do 19. april 2008    | Skupina B Saporo, Japonska - 13. april do 19. april 2008    |
| Hrvaška                                                     | Estonija                                                    | Madžarska                                                   |                                                             |
| Japonska                                                    | Litva                                                       | Ukrajina                                                    |                                                             |
| ----------------------------------------------------------- | ----------------------------------------------------------- | ----------------------------------------------------------- | ----------------------------------------------------------- |

### Skupina A
|   | Reprezentanca       | OT | Z | ZPP | PPP | P | GF | GA | GR  | TOČ |
| - | ------------------- | -- | - | --- | --- | - | -- | -- | --- | --- |
| 1 | Avstrija            | 5  | 5 | 0   | 0   | 0 | 34 | 12 | 22  | 15  |
| 2 | Kazahstan           | 5  | 3 | 1   | 0   | 1 | 21 | 12 | 9   | 11  |
| 3 | Poljska             | 5  | 2 | 1   | 1   | 1 | 18 | 17 | 1   | 9   |
| 4 | Združeno kraljestvo | 5  | 2 | 0   | 1   | 2 | 19 | 17 | 2   | 7   |
| 5 | Nizozemska          | 5  | 0 | 1   | 0   | 4 | 15 | 30 | -15 | 2   |
| 6 | Južna Koreja        | 5  | 0 | 0   | 1   | 4 | 8  | 27 | -19 | 1   |

### Skupina B
|   | Reprezentanca | OT | Z | ZPP | PPP | P | GF | GA | GR  | TOČ |
| - | ------------- | -- | - | --- | --- | - | -- | -- | --- | --- |
| 1 | Madžarska     | 5  | 5 | 0   | 0   | 0 | 22 | 7  | 15  | 15  |
| 2 | Ukrajina      | 5  | 3 | 1   | 0   | 1 | 18 | 8  | 10  | 11  |
| 3 | Japonska      | 5  | 3 | 0   | 1   | 1 | 19 | 10 | 9   | 10  |
| 4 | Litva         | 5  | 2 | 0   | 0   | 3 | 9  | 21 | -12 | 6   |
| 5 | Hrvaška       | 5  | 0 | 1   | 0   | 4 | 5  | 15 | -10 | 2   |
| 6 | Estonija      | 5  | 0 | 0   | 1   | 4 | 9  | 21 | -12 | 1   |

Madžarska in Avstrija sta se kvalificirali v elitno divizijo za Svetovno prvenstvo v hokeju na ledu 2009.
Estonija in Južna Koreja sta izpadli v Divizijo II za Svetovno prvenstvo v hokeju na ledu 2009.

## Divizija II
| Sodelujoče države                                            | Sodelujoče države                                            | Sodelujoče države                                            | Sodelujoče države                                            |
| Skupina A Braşov, Romunija - 7. april do 13. april 2008      | Skupina A Braşov, Romunija - 7. april do 13. april 2008      | Skupina A Braşov, Romunija - 7. april do 13. april 2008      | Skupina A Braşov, Romunija - 7. april do 13. april 2008      |
| Belgija                                                      | Bolgarija                                                    | Irska                                                        |                                                              |
| Izrael                                                       | Romunija                                                     | Srbija                                                       |                                                              |
| Skupina B Newcastle, Avstralija - 7. april do 13. april 2008 | Skupina B Newcastle, Avstralija - 7. april do 13. april 2008 | Skupina B Newcastle, Avstralija - 7. april do 13. april 2008 | Skupina B Newcastle, Avstralija - 7. april do 13. april 2008 |
| Avstralija                                                   | Kitajska                                                     | Islandija                                                    |                                                              |
| Mehika                                                       | Nova Zelandija                                               | Španija                                                      |                                                              |
| ------------------------------------------------------------ | ------------------------------------------------------------ | ------------------------------------------------------------ | ------------------------------------------------------------ |

### Skupina A
|   | Reprezentanca | OT | Z | ZPP | PPP | P | GF | GA | GR  | TOČ |
| - | ------------- | -- | - | --- | --- | - | -- | -- | --- | --- |
| 1 | Romunija      | 5  | 5 | 0   | 0   | 0 | 65 | 2  | 63  | 15  |
| 2 | Belgija       | 5  | 3 | 1   | 0   | 1 | 29 | 14 | 15  | 11  |
| 3 | Srbija        | 5  | 3 | 0   | 1   | 1 | 32 | 19 | 13  | 10  |
| 4 | Izrael        | 5  | 1 | 1   | 0   | 3 | 16 | 28 | -12 | 5   |
| 5 | Bolgarija     | 5  | 1 | 0   | 1   | 3 | 14 | 44 | -30 | 4   |
| 6 | Irska         | 5  | 0 | 0   | 0   | 5 | 8  | 57 | -49 | 0   |

#### Rezultati
| Reprezentanca | Romunija | Belgija  | Srbija   | Izrael   | Bolgarija | Irska |
| ------------- | -------- | -------- | -------- | -------- | --------- | ----- |
| Romunija      |          | 5-1      | 10-0     | 13-0     | 16-0      | 21-1  |
| Belgija       | 1-5      |          | 5-4 (OT) | 6-3      | 8-1       | 9-1   |
| Srbija        | 0-10     | 4-5 (OT) |          | 4-1      | 11-2      | 13-1  |
| Izrael        | 0-13     | 3-6      | 1-4      |          | 5-4 (OT)  | 7-1   |
| Bolgarija     | 0-16     | 1-8      | 2-11     | 4-5 (OT) |           | 7-4   |
| Irska         | 1-21     | 1-9      | 1-13     | 1-7      | 4-7       |       |

### Skupina B
|   | Reprezentanca  | OT | Z | ZPP | PPP | P | GF | GA | GR  | TOČ |
| - | -------------- | -- | - | --- | --- | - | -- | -- | --- | --- |
| 1 | Avstralija     | 5  | 5 | 0   | 0   | 0 | 20 | 6  | 14  | 15  |
| 2 | Kitajska       | 5  | 2 | 2   | 0   | 1 | 21 | 14 | 7   | 10  |
| 3 | Španija        | 5  | 3 | 0   | 1   | 1 | 20 | 19 | 1   | 10  |
| 4 | Mehika         | 5  | 2 | 0   | 0   | 3 | 14 | 20 | -6  | 6   |
| 5 | Islandija      | 5  | 1 | 0   | 1   | 3 | 17 | 21 | -4  | 4   |
| 6 | Nova Zelandija | 5  | 0 | 0   | 0   | 5 | 11 | 23 | -12 | 0   |

#### Rezultati
| Reprezentanca  | Avstralija | Kitajska | Španija  | Mehika | Islandija | Nova Zelandija |
| -------------- | ---------- | -------- | -------- | ------ | --------- | -------------- |
| Avstralija     |            | 1-0      | 5-3      | 7-1    | 3-0       | 4-2            |
| Kitajska       | 0-1        |          | 5-4 (OT) | 5-3    | 5-4 (OT)  | 6-2            |
| Španija        | 3-5        | 4-5 (OT) |          | 4-2    | 4-3       | 5-4            |
| Mehika         | 1-7        | 3-5      | 2-4      |        | 6-4       | 7-1            |
| Islandija      | 0-3        | 4-5 (OT) | 3-4      | 4-6    |           | 6-3            |
| Nova Zelandija | 2-4        | 2-6      | 4-5      | 1-7    | 3-6       |                |

Romunija in Avstralija sta se kvalificirali v Divizijo I za Svetovno prvenstvo v hokeju na ledu 2009.
Irska in Nova Zelandija sta izpadli v Divizijo III za Svetovno prvenstvo v hokeju na ledu 2009.

## Divizija III
| Sodelujoče države Luxembourg, Luksemburg - 31. marec do 6. april 2008 | Sodelujoče države Luxembourg, Luksemburg - 31. marec do 6. april 2008 | Sodelujoče države Luxembourg, Luksemburg - 31. marec do 6. april 2008 | Sodelujoče države Luxembourg, Luksemburg - 31. marec do 6. april 2008 |
| Grčija                                                                | Severna Koreja                                                        | Luksemburg                                                            |                                                                       |
| Mongolija                                                             | Južna Afrika                                                          | Turčija                                                               |                                                                       |
| --------------------------------------------------------------------- | --------------------------------------------------------------------- | --------------------------------------------------------------------- | --------------------------------------------------------------------- |

|   | Reprezentanca  | OT | Z | ZPP | PPP | P | GF | GA | GR  | TOČ |
| - | -------------- | -- | - | --- | --- | - | -- | -- | --- | --- |
| 1 | Severna Koreja | 5  | 5 | 0   | 0   | 0 | 40 | 6  | 32  | 15  |
| 2 | Južna Afrika   | 5  | 4 | 0   | 0   | 1 | 29 | 16 | 13  | 12  |
| 3 | Luksemburg     | 5  | 1 | 2   | 0   | 2 | 22 | 13 | 9   | 7   |
| 4 | Turčija        | 5  | 2 | 0   | 1   | 2 | 27 | 24 | 3   | 7   |
| 5 | Grčija         | 5  | 1 | 0   | 1   | 3 | 17 | 28 | -11 | 4   |
| 6 | Mongolija      | 5  | 0 | 0   | 0   | 5 | 11 | 59 | -48 | 0   |

Severna Koreja in Južna Afrika sta se kvalificirali v Divizijo II za Svetovno prvenstvo v hokeju na ledu 2009.

### Rezultati
| Reprezentanca  | Severna Koreja | Južna Afrika | Luksemburg | Turčija  | Grčija   | Mongolija |
| -------------- | -------------- | ------------ | ---------- | -------- | -------- | --------- |
| Severna Koreja |                | 6-0          | 2-1        | 8-2      | 7-3      | 17-0      |
| Južna Afrika   | 0-6            |              | 5-4        | 7-1      | 5-1      | 12-4      |
| Luksemburg     | 1-2            | 4-5          |            | 5-4 (OT) | 3-2 (OT) | 9-0       |
| Turčija        | 2-8            | 1-7          | 4-5 (OT)   |          | 9-1      | 11-3      |
| Grčija         | 3-7            | 1-5          | 2-3 (OT)   | 1-9      |          | 10-4      |
| Mongolija      | 0-17           | 4-12         | 0-9        | 3-11     | 4-10     |           |

## Kvalifikacije za Divizijo III
| Sodelujoče države Sarajevo, Bosna in Hercegovina - 15. februar do 17. februar 2008 | Sodelujoče države Sarajevo, Bosna in Hercegovina - 15. februar do 17. februar 2008 | Sodelujoče države Sarajevo, Bosna in Hercegovina - 15. februar do 17. februar 2008 | Sodelujoče države Sarajevo, Bosna in Hercegovina - 15. februar do 17. februar 2008 |
| Armenija                                                                           | Grčija                                                                             | Bosna in Hercegovina                                                               |                                                                                    |
| ---------------------------------------------------------------------------------- | ---------------------------------------------------------------------------------- | ---------------------------------------------------------------------------------- | ---------------------------------------------------------------------------------- |

|   | Reprezentanca        | OT | Z | ZPP | PPP | P | GF | GA | GR  | TOČ |
| - | -------------------- | -- | - | --- | --- | - | -- | -- | --- | --- |
| 1 | Grčija               | 2  | 2 | 0   | 0   | 0 | 15 | 1  | 14  | 6   |
| 2 | Bosna in Hercegovina | 2  | 1 | 0   | 0   | 1 | 6  | 10 | -4  | 3   |
| 3 | Armenija             | 2  | 0 | 0   | 0   | 2 | 0  | 10 | -10 | 0   |

| Reprezentanca | Grčija      | BiH         | Armenija    |
| ------------- | ----------- | ----------- | ----------- |
| Grčija        |             | 10-1        | 5-0 (kazen) |
| BiH           | 1-10        |             | 5-0 (kazen) |
| Armenija      | 0-5 (kazen) | 0-5 (kazen) |             |

Grčija se je kvalificirala v Divizijo III.